# Laurent Cesne
Laurent Cesne né  le 18 septembre 1962 à Barneville-Carteret, est un cuisinier français, ancien responsable des cuisines de l'hôtel de la Marine à Barneville-Carteret dans la Manche. Sa cuisine créative est basée sur les produits de la mer. Il est l'un des plus grands représentants de la cuisine à l'iode. Il est distingué par une étoile au guide Michelin depuis 1986.

## Biographie

### Jeunesse
Comme leurs aînés depuis 1876, ses parents tiennent un commerce modeste : "l'hôtel de la Marine". 
Lorsqu'il naît, l'établissement n'est encore qu'une auberge sur le port de pêche . Au début de sa vie, il ne s'oriente pas vers l'activité familiale mais vers le domaine de la santé. Il suivra des études de médecine qu'il arrête brusquement en 1984 pour une formation de cuisinier.

### Formation
Il fera ses premières armes dans un restaurant très renommé : La Côte Saint Jacques à Joigny dans l'Yonne (trois étoiles au guide Michelin) auprès du fameux Jean Michel Lorain. Il ne choisit pas ce restaurant par hasard, en effet il sait que travailler dans cet établissement le formera au mieux pour reprendre le restaurant familial et lui donner une image de marque. Il officie aussi un peu chez Bernard Loiseau à Saulieu (Côte-d'Or).

### Retour en Normandie
En 1986, il prend les commandes des cuisines de l'hôtel de la Marine. L'endroit devient vite un restaurant chic. Laurent Cesne obtient son macaron dès la première année. au fur et à mesure des années il se fait un nom dans le monde de la cuisine. Il développe la « cuisine à l'iode » et en fait sa promotion. Il est l'auteur d'un livre sur le sujet.
En 2002, il embauche comme second, le futur chef du restaurant Le Pily à Cherbourg Pierre Marion, qui deviendra comme lui un grand nom de la cuisine de la région. 
Depuis peu[Quand ?], Laurent Cesne s’intéresse à la cuisine des produits de la terre et de la viande, notamment l'agneau.

## Critiques
Pour le critique gastronomique Gilles Pudlowski, « En cuisine, Laurent, ennemi absolu du chichi, travaille avec une science totale et une dextérité vraie les meilleurs produits de la terre comme de la mer, auxquels il imprime sa musique et son mouvement propres. »
Le Petit futé loue « la créativité d'un cuisinier, virtuose des saveurs du terroir et des spécialités gastronomiques »
Il est qualifié de « roi de la cuisine bas-normande » et de « maestro de la mer » par le magazine Le Point.

## Activités annexes
- Laurent Cesne livre quelques secrets de sa création régulièrement sur Francechef.tv[5]
- L’iode, 36 recettes illustrées à l'aquarelle par Bernard Domange, éd. Art-Graphi, 2010

## Principales spécialités et créations
- Huîtres creuses de Denneville grillées, lard croquant et crème aux œufs de hareng
- Saint-Pierre aux deux haricots terre et mer, étuvé au beurre d'algues, bigorneaux et crevettes grises
- Consommé glacé de fruits rouges, glace à l'huile d'olive, financier aux olives tagliascca
- Crème légère de langoustines au lait de coco et tartare de langoustines en chaud-froid